# Jerzy Sokorski
Jerzy Sokorski (ur. 3 maja 1916 w Jałcie, zm. 26 listopada 2005 w Piastowie) – polski kompozytor i pianista.

## Życiorys
W dzieciństwie uczył się gry na fortepianie. W latach 1934–1939 studiował w Wyższej Szkole Muzycznej w Warszawie, gdzie jego nauczycielami byli Adam Wieniawski i Bolesław Woytowicz (kompozycja) oraz Jerzy Żurawlew (fortepian). W czasie II wojny światowej udzielał prywatnie lekcji fortepianu. W 1948 roku uczestniczył w II Zjeździe Kompozytorów i Krytyków Muzycznych w Pradze. W 1949 roku otrzymał stypendium muzyczne UNESCO i wyjechał na studia do Francji, Belgii i Włoch. Kształcił się u Nadii Boulanger, uczęszczał też jako wolny słuchacz na wykłady Arthura Honeggera i Oliviera Messiaena. W latach 1957–1979 zatrudniony był jako akompaniator przy Filharmonii Narodowej.
W twórczości Sokorskiego dominują utwory wokalne, głównie na głos i fortepian. Dużą wagę przywiązywał do melodyjności i ekspresji tekstu słownego. Początkowo tworzył utwory tonalne, często stosując jednak współbrzmienia klasterowe. W późniejszym okresie odszedł od systemu dur-moll w kierunku atonalności, także w kompozycjach instrumentalnych. W 1988 roku napisał muzykę do niemego filmu Paula Leniego Dornröschen z 1917 roku.

## Ważniejsze kompozycje
(na podstawie materiałów źródłowych)

### Utwory orkiestrowe
- Koncert na fortepian i orkiestrę (1941)

### Utwory kameralne
- Fuga na kwartet smyczkowy i kwartet instrumentów dętych drewnianych (1937)
- Trio fortepianowe (1944)
- Mały kwintet na klarnet, 2 skrzypiec, altówkę i wiolonczelę (1963)
- Kwartet smyczkowy (1987)
- Kwintet koncertujący na 2 skrzypiec, altówkę, wiolonczelę i kontrabas (1992)

### Utwory wokalne
- kantata Łąka na chór męski (1941)

### Utwory wokalno-instrumentalne
- kantata Fortepian Chopina na 4 głosy żeńskie, kwartet smyczkowy i harfę (1938)
- kantata Bzy i róże na sopran, chór męski i orkiestrę (1949)
- Koncert na głos i orkiestrę (1970)
- oratorium Pieśń nad pieśniami (1985)

### Opery
- Marynka (1956, niewystawiona)
- opera radiowa Opowieść niemalże o końcu świata (wyk. Polskie Radio 1959)
- Noce królewskie (1965, niewystawiona)